# أنتوني بورداين
أنتوني مايكل بورداين (بالإنجليزية: Anthony Michael Bourdain؛ 25 يوينو 1956 – 8 يونيو 2018) كان طاهيا مشهورا وكاتبا أميركيا كما أنه كان صانع أفلام وثائقية وشخصية تلفزيونية فمثل في برامج يروي قصصا تركز على استكشاف ثقافات ومطابخ العالم ومن خلال ذلك يعلق على الحالة الإنسانية. إلى ذلك، ذُكر بأنه من أكثر الطهاة تأثيرا في العالم.

## حياته
بورداين كان خريجا من معهد أميركا للطهي من دفعة 1978 وكان مرسا من المطابخ المهنية العديدة، ومنها براسري ليز آل في نيويورك التي قضى عدة سنوات ككبير طهاتها. اشتهر في البداية لكتابه من 2000 «أسرار المطبخ» (Kitchen Confidential كِتْشَنْ كونْفِدانْشَل) النائل برتبة أفضل كتب مبيعا.أول برامجه التلفزيونية للطعام والسفر كان «رحلة طاه» (A Cook's Tour أ كوكس تور) وبثت 35 حلقة على قناة الطعام من 2002 إلى 2003.
في 2005، أخذ يستضيف برنامجي قناة السفر للمغامرة الطبخية والثقافية أنتوني بورداين: بلا تحفظات (2005-2012) والتوقف (2011-2013). في 2013، انتقل إلى سي أن أن ليستضيف أنتوني بورداين: أماكن غير معروفة.
مع أنه معروف أكثر بإنجازاته المرتبطة بالطهي وبرامجه التلفزية إضافة إلى كتبه الكثيرة عن الطعام والطهي والسفر، إلا أنه كتب كذلك أعمالا أقل شهرة ومنها أعمال خيالية وتاريخية لاخيالية.

## وفاته
توفي أنتوني عن عمر يناهز 62 سنة في 8 يونيو 2018 بسبب انتحاره.

## روابط خارجية
- أنتوني بورداين على موقع IMDb (الإنجليزية)
- أنتوني بورداين على موقع الموسوعة البريطانية (الإنجليزية)
- أنتوني بورداين على موقع ألو سيني (الفرنسية)
- أنتوني بورداين على موقع ميوزك برينز (الإنجليزية)
- أنتوني بورداين على موقع أول موفي (الإنجليزية)
- أنتوني بورداين على موقع إن إن دي بي (الإنجليزية)
- أنتوني بورداين على موقع قاعدة بيانات الفيلم (الإنجليزية)
- أنتوني بورداين على موقع كينوبويسك (الروسية)